# Сен-Луи-э-Парау
Сен-Луи-э-Парау́ (фр. Saint-Louis-et-Parahou) — коммуна во Франции, находится в регионе Лангедок — Руссильон. Департамент коммуны — Од. Входит в состав кантона Кийан. Округ коммуны — Лиму.
Код INSEE коммуны — 11352.

## Население
Население коммуны на 2008 год составляло 60 человек.
| 1962 | 1968 | 1975 | 1982 | 1990 | 1999 | 2008 |
| ---- | ---- | ---- | ---- | ---- | ---- | ---- |
| 55   | 66   | 41   | 47   | 42   | 35   | 60   |

## Экономика
В 2007 году среди 44 человек в трудоспособном возрасте (15—64 лет) 28 были экономически активными, 16 — неактивными (показатель активности — 63,6 %, в 1999 году было 57,1 %). Из 28 активных работали 20 человек (13 мужчин и 7 женщин), безработных было 8 (1 мужчина и 7 женщин). Среди 16 неактивных 3 человека были учениками или студентами, 7 — пенсионерами, 6 были неактивными по другим причинам.